# Nomia zonaria
Nomia zonaria är en biart som beskrevs av Walker 1871. Nomia zonaria ingår i släktet Nomia och familjen vägbin. Inga underarter finns listade i Catalogue of Life.